# Jó estét, jó szerencsét!
A Jó estét, jó szerencsét! (Good Night, and Good Luck.) egy 2005-ben készült Oscar-díjra jelölt fekete-fehér amerikai filmdráma George Clooney rendezésében.

## Történet
A film Edward R. Murrow díjátadó ünnepségével nyit és zár. 1953-ban az ismert tévés hírszerkesztő, Edward R. Murrow (David Strathairn) egy felkapott ismeretterjesztő hírműsort vezet sztárokról a CBS csatornán, amit Murrow felszínessége és a műsor jellege miatt szívből megvet. Mellette Fred Friendly (George Clooney) producerrel együtt egy napi híreket közlő műsort is irányít. A CBS TV szerkesztőségében mindenki, Fred Friendly kivételével folyamatosan dohányzik, még maga Murrow is a képernyőn élő adásban. A bejelentkezése végén mindig a „Good night, and good luck” szavakkal búcsúzik el a közönségtől, ami Murrow védjegyévé válik.
Egyik témájukban feldolgozzák, amint Milo Radulovichot, az amerikai légierő tartalékosát tárgyalás nélkül bűnösnek nyilvánítják és elbocsátják a szolgálatból. Minden ellene felhozott vádat elzárnak a nyilvánosság elől. Murrow a CBS egyik igazgatója, Sig Mickelson (Jeff Daniels) tiltakozása ellenére műsorában nyilvánosságra hozza az ügyet. A korszak nagyhatalmú alakja, a wisconsini Joseph McCarthy szenátor üldöző hadjáratot kezdett a kommunisták ellen. Murrow gyanítja, hogy a szenátornak köze van Radulovich eltávolításához, és a titkosítási eljárás a bizonyítékok hiányát jelenti és egyben a polgári szabadságjogok semmibe vételét. Az adás után Murrow-t is kommunista szimpatizánsnak kiáltják ki. A CBS munkatársai egységesen kiállnak Murrow mellett.

## Szereplők
| Szerep           | Színész              | Szinkronhang         |
| ---------------- | -------------------- | -------------------- |
| Sig Mickelson    | Jeff Daniels         | Rosta Sándor         |
| Edward R. Murrow | David Strathairn     | Jakab Csaba          |
| Natalie          | Alex Borstein        | Kerekes Andrea       |
| Millie Lerner    | Rose Abdoo           | Solecki Janka        |
| Jesse Zousmer    | Tate Donovan         | Juhász György        |
| John Aaron       | Reed Diamond         | Zámbori Soma         |
| Eddie Scott      | Matt Ross            | Czvetkó Sándor       |
| Shirley Wershba  | Patricia Clarkson    | Kovács Nóra          |
| Joe Wershba      | Robert Downey, Jr.   | Selmeczi Roland      |
| Fred Friendly    | George Clooney       | Szabó Sipos Barnabás |
| Palmer Williams  | Thomas McCarthy      | Holl Nándor          |
| Anderson ezredes | Glenn Morshower      | Bácskai János        |
| Jenkins ezredes  | Don Creech           | Kajtár Róbert        |
| Don Hewitt       | Grant Heslov         | Kapácsy Miklós       |
| Charlie Mack     | Robert John Burke    |                      |
| Don Hollenbeck   | Ray Wise             | Szersén Gyula        |
| Don Surine       | Robert Knepper       | Kapácsy Miklós       |
| Mary             | Helen Slayton-Hughes | Bókai Mária          |
| William Paley    | Frank Langella       | Szokolay Ottó        |
| Jimmy            | Peter Jacobson       | Kapácsy Miklós       |

## Érdekességek
- George Clooney fizetsége 3 dollár volt, amit a forgatókönyvírásért, rendezésért és színészi játékért vett fel. Részesült a film nyereségéből.[3]
- Ahelyett, hogy McCarthy szenátort egy színésszel játszatták volna el, a filmben eredeti felvételeket használnak.[4] A dolog iróniája, hogy az előzetes vetítéseken résztvevők, köztük filmesek, nem voltak ennek tudatában, és olyan visszajelzéseket adtak, hogy a McCarthy-t játszó „színész” egy kicsit túljátszotta a szerepét.[forrás?]

## Díjak és jelölések
- Oscar-díj (2006)
  - jelölés: legjobb film, Grant Heslov
  - jelölés: legjobb rendezés, George Clooney
  - jelölés: legjobb férfi főszereplő, David Strathairn
  - jelölés: legjobb eredeti forgatókönyv, George Clooney, Grant Heslov
  - jelölés: legjobb látványterv
  - jelölés: legjobb fényképezés
- Golden Globe-díj (2006)
  - jelölés: legjobb film – dráma kategória
  - jelölés: legjobb rendező, George Clooney
  - jelölés: legjobb színész – dráma kategória, David Strathairn
  - jelölés: legjobb forgatókönyv, George Clooney és Grant Heslov
- BAFTA-díj (2006)
  - jelölés: David Lean-díj a legjobb rendező, George Clooney
  - jelölés: legjobb vágás, Stephen Mirrione
  - jelölés: legjobb férfi főszereplő David Strathairn
  - jelölés: legjobb férfi mellékszereplő, George Clooney
  - jelölés: legjobb eredeti forgatókönyv, George Clooney és Grant Heslov
- 62. Velencei Nemzetközi Filmfesztivál (2005)
  - FIPRESCI-díj, George Clooney
  - Arany Osella-díj a legjobb forgatókönyvnek, George Clooney és Grant Heslov
  - Pasinetti-díj, George Clooney
  - A Fesztivál Különdíja, George Clooney
  - Volpi Kupa a legjobb színésznek, David Strathairn
  - Arany Oroszlán a legjobb filmnek – jelölés, George Clooney